# Oficial de máquinas

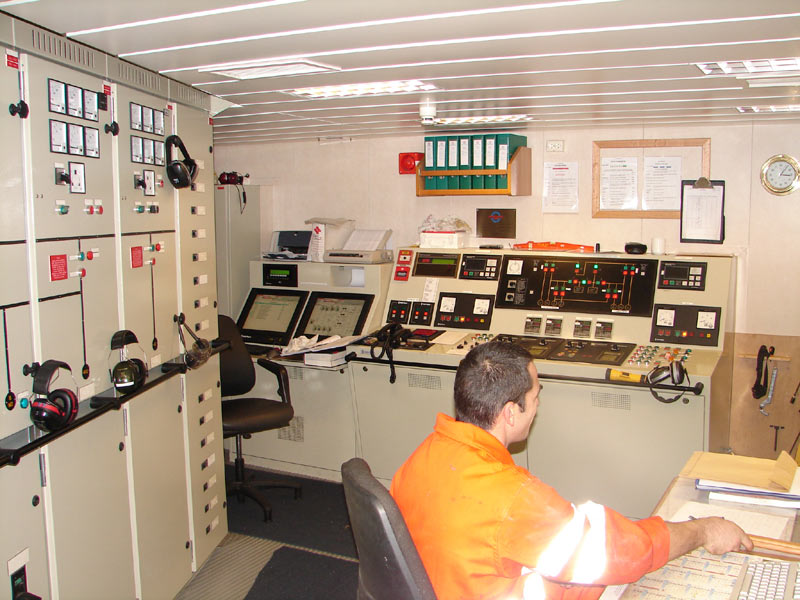
Oficial de máquinas em serviço de quarto na sala de controlo de máquinas do navio Argonaute.

Um oficial de máquinas é um profissional pertencente ao escalão dos oficiais da carreira de pessoal de máquinas da marinha mercante. Conforme a sua categoria, a bordo de um navio ou plataforma, um oficial de máquinas pode exercer as funções de chefe de máquinas, segundo oficial de máquinas/subchefe de máquinas ou de oficial de máquinas chefe de quarto.
Os membros da carreira de oficial de máquinas podem também ser designados como oficiais maquinistas. Alguns países são chamados engenheiros (inglês: engineers), mecânicos (francês: mécaniciens) ou oficiais técnicos (alemão:Technischen Offiziere).
A bordo dos navios de potência propulsora elevada, os oficiais de máquinas são responsáveis pela gestão do serviço e do restante pessoal da secção de máquinas/seção de máquinas. As tarefas dos oficiais de máquinas consistem em controlar e participar na manutenção dos sistemas elétricos, eletrónicos e mecânicos do navio, sobretudo dos sistemas de propulsão e de produção de energia, em definir as necessidades de aprovisionamento de combustível e de outros materiais da secção de máquinas, em superintender tecnicamente na manutenção preventiva e reparação das máquinas e do equipamento do navio, garantindo a conformidade com as especificações e normas, em detetar e resolver problemas que surjam no decurso do trabalho, aplicando conhecimentos teóricos e práticos no que respeita aos equipamentos do navio e em coordenar o trabalho do restante pessoal de máquinas.
A evolução do oficial de máquinas também agregam conhecimentos de controle e automação para suprir as necessidades provenientes de sistemas mais complexos e integrados, como por exemplo o sistema DP.

## Funções a bordo
A bordo de um navio, um oficial de máquinas pode exercer as funções de chefe de máquinas, de segundo oficial de máquinas ou de oficial de quarto de máquinas.

### Chefe de máquinas
O chefe de máquinas de um navio é a mais alta autoridade técnica a bordo, apenas reportando ao comandante. Compete-lhe exercer a chefia da secção de máquinas.

### Segundo oficial de máquinas/subchefe de máquinas
O segundo oficial de máquinas ou subchefe de máquinas é o oficial que coadjuva o chefe de máquinas de um navio, substituindo-o em caso de impedimento daquele.

### Oficial de quarto de máquinas
Os oficiais de máquinas de um navio que não desempenhem a função de chefe de máquinas ou de segundo oficial de máquinas/subchefe de máquinas são, hoje em dia e de acordo com a STCW, genericamente designados "oficiais responsáveis por um quarto de máquinas" (oficialmente "oficiais de máquinas chefe de quarto (OMCQ)") em Portugal e "oficiais de quarto de máquinas" no Brasil), uma vez que a sua tarefa principal a bordo é a de dirigirem o serviço de máquinas de um navio durante o período de um quarto de máquinas. De observar que, normalmente, o segundo oficial de máquinas/subchefe de máquinas também assume a responsabilidade por um dos quartos de máquinas.
A função de oficial de quarto de máquinas é, normalmente, desempenhada por um oficial de máquinas da categoria profissional menos elevada. Em grande navios, no entanto, pode ser desempenhada por um oficial de máquinas de categoria superior. Tradicionalmente, a função era dividida em vários níveis hierárquicos, podendo existir, conforme a organização a bordo, 1ºs maquinistas, 2ºs maquinistas, 3ºs maquinistas e 4ºs maquinistas. Hoje em dia, no entanto, muitas marinhas mercantes seguiram a doutrina da STCW (Convenção Internacional sobre Normas de Formação, de Certificação e de Serviço de Quartos para os Marítimos), passando a existir um único nível hierárquico abaixo do de segundo oficial de máquinas.
Durante o exercício da chefia de um quarto, compete ao oficial de máquinas supervisionar as tarefas de condução das instalações mecânicas, elétricas e eletrónicas do navio e o seu controlo, manutenção e limpeza, supervisionando as respetivas operações. Compete-lhe, mais especificamente determinar as condições de funcionamento das diferentes máquinas (rotações, temperatura, pressões, amperagem e voltagem), vigiar e comandar os paineis de funcionamento das máquinas, garantir a lubrificação das mesmas e distribuir o pessoal de quarto de máquinas pelas tarefas necessárias.
Além das suas responsabilidades no serviço de quartos, a um oficial chefe de quarto podem ser atribuídas responsabilidades específicas pela manutenção especializada de determinados equipamentos do navio.

## Formação e carreira
O acesso à carreira de oficial de máquinas da marinha mercante implica normalmente a obtenção de um curso superior em engenharia de máquinas marítimas ou outro equivalente que satisfaça os requisitos estabelecidos pela STCW.
Depois de aprovação no curso, o candidato a oficial de máquinas tem que embarcar durante um ano, como praticante, sob a orientação de um oficial de categoria superior, findo o qual se torna oficial da marinha mercante. A evolução posterior na carreira terá em conta vários fatores como o tempo de embarque, a potência dos navios onde decorreram os embarques e formações complementares.

### Brasil
No Brasil, o acesso para se tornar oficial de máquinas é pela Escola de Formação de Oficiais da Marinha Mercante, por meio de concurso público, menor de 24 anos e ensino médio completo, existe o acesso pelo ASOM, onde você pode ter outra graduação exigida no edital e mediante a concurso público e outro acesso é o ACOM, onde eletricistas marítimos e condutores de máquinas podem ascender de categoria e se tornar oficial.
Na Escola de Formação de Oficiais da Marinha Mercante a graduação leva 3 anos na escola e mais 1 ano de praticagem em embarcações e plataformas, após o término é concedido o diploma de Bacharel em Ciências Naúticas.
A carreira de oficial de máquinas inclui as seguintes categorias: praticante de máquinas, 2º oficial de máquinas, 1º oficial de máquinas e oficial superior de máquinas.

### Portugal
Em Portugal, os oficiais de máquinas são formados na Escola Superior Náutica Infante D. Henrique, onde é ministrado o curso de engenharia de máquinas marítimas, dividido em dois ciclos. O primeiro ciclo (licenciatura) permite o acesso à carreira e o segundo ciclo (mestrado) permite a progressão para a categoria de oficial maquinista de 1ª classe.
A carreira de oficial de máquinas inclui as seguintes categorias profissionais: praticante de maquinista, maquinista de 2ª classe, maquinista de 1ª classe e maquinista-chefe.